# Prestwick Golf Club

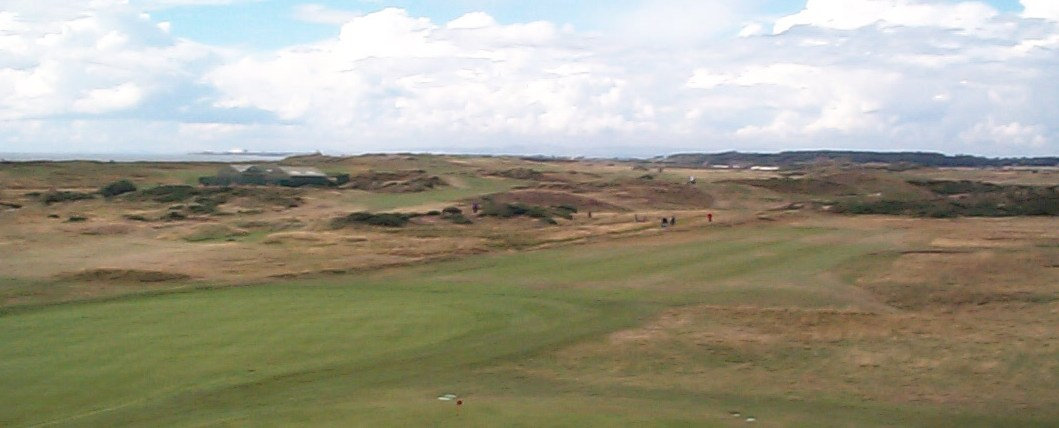
18:e hålet på Prestwick

Prestwick Golf Club är en golfklubb som ligger i Prestwick i Skottland, omkring fem mil sydväst om Glasgow.
Prestwick är en klassisk linksbana, byggd på sandjord som länkar havsstranden med landet längre in. Banan ligger nära Prestwicks flygplats och några hål går längs järnvägen på den östra delen av banan.
Klubben grundades 1851, och Old Tom Morris var då klubbens greenkeeper och boll- och klubbtillverkare under många år. Prestwick är känt för att vara den klubb där den äldsta majortävlingen, The Open Championship, hölls första gången. Den första Opentävlingen hölls 1860 och vinnaren vann då ett rött läderbälte med silverspännen som köptes av medlemmarna till en kostnad av 25 pund. Klubben var sedan värd för samtliga Open Championship fram till 1870 och senare flera gånger fram till 1925, totalt 24 gånger. Klubben har flera gånger även varit värd för British Amateur Championship.
Vid tiden för de tidiga Open Championships så hade banan 12 hål, men under den senare delen av 1800-talet, då 18 hål blev standard, så byggdes banan ut. Till skillnad från några av Skottlands andra ledande banor är Prestwick en privat golfklubb men besökare kan boka tider för spel de flesta dagar.

## Vinnare i The Open Championship på Prestwick
- 1860 Willie Park Sr
- 1861 Tom Morris Sr
- 1862 Tom Morris Sr
- 1863 Willie Park Sr
- 1864 Tom Morris Sr
- 1865 Andrew Strath
- 1866 Willie Park Sr
- 1867 Tom Morris Sr
- 1868 Tom Morris Jr
- 1869 Tom Morris Jr
- 1870 Tom Morris Jr
- 1872 Tom Morris Jr
- 1875 Willie Park Sr
- 1878 Jamie Anderson
- 1881 Robert Ferguson
- 1884 Jack Simpson
- 1887 Willie Park Jr
- 1890 John Ball
- 1893 William Auchterlonie
- 1898 Harry Vardon
- 1903 Harry Vardon
- 1908 James Braid
- 1914 Harry Vardon
- 1925 Jim Barnes